# 兵庫県立コウノトリの郷公園

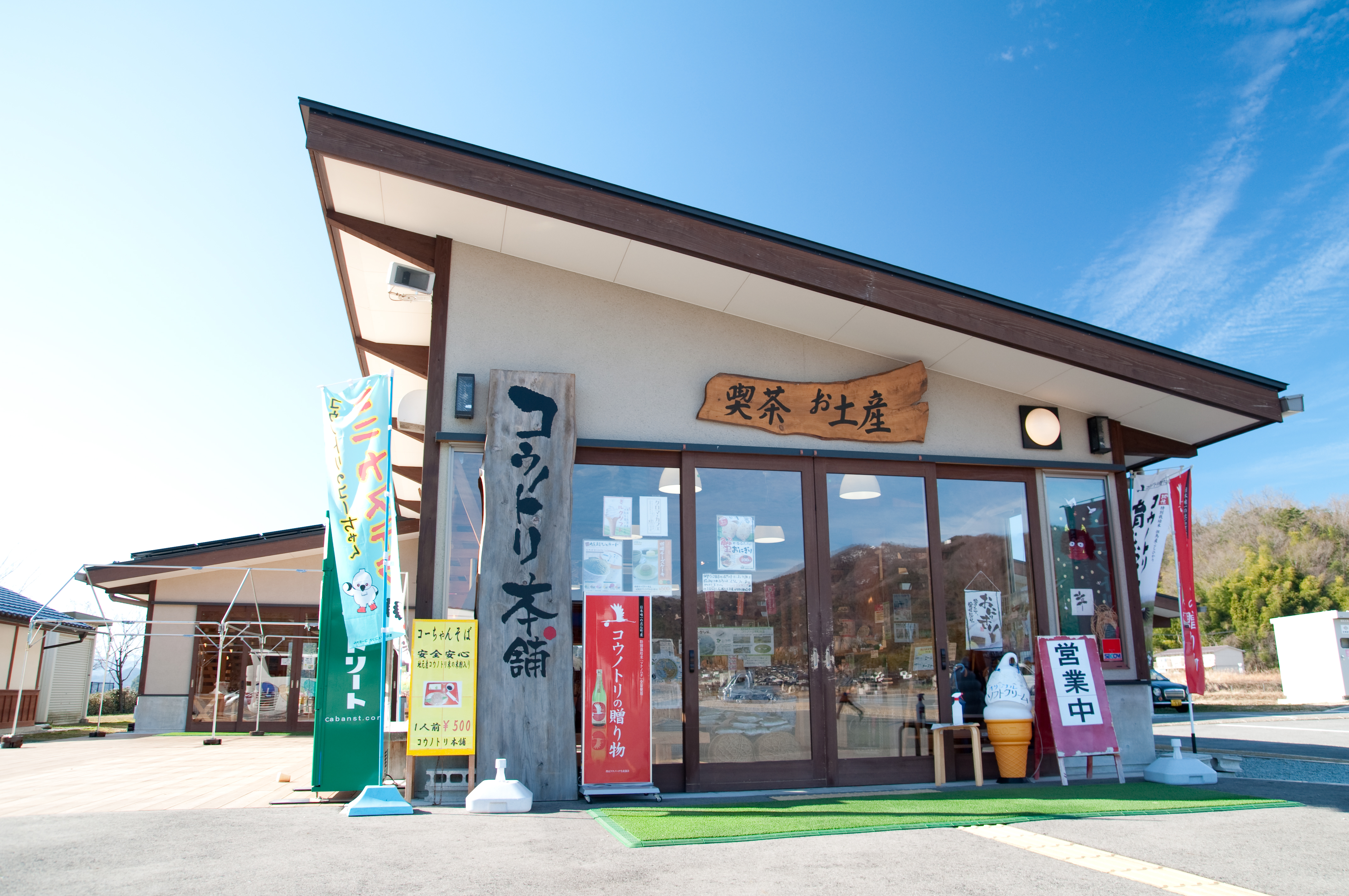
コウノトリ本舗

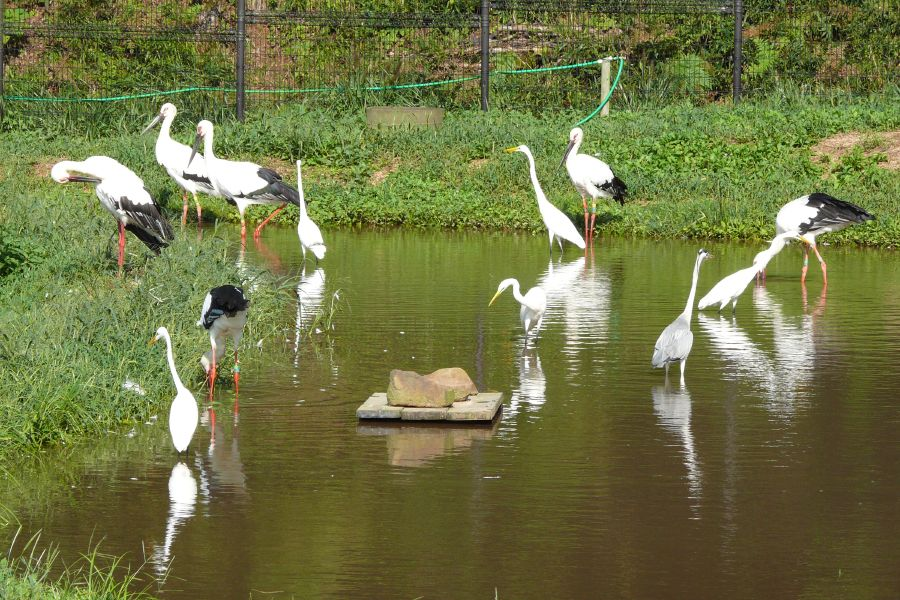
文化館から観察できる郷公園の公開ケージ。人工繁殖され飼育されているコウノトリ達に加え、給餌目当てに集まる野鳥や放鳥コウノトリも見られることがある。

兵庫県立コウノトリの郷公園（ひょうごけんりつコウノトリのさとこうえん、英語: Hyogo Park of the Oriental White Stork）は、兵庫県豊岡市祥雲寺字二ヶ谷にある兵庫県立の研究施設。
1999年（平成11年）4月1日に一部供用開始し、同年11月1日に開園した。初代園長は増井光子。コウノトリの保護繁殖、野生復帰などを手がけるとともに、人間とコウノトリが共生できる環境づくりに向けた諸活動を担っている。

## 概要
国の天然記念物であり、兵庫県の県鳥であるコウノトリの保護・増殖を行いながら野生化させることを目的として、国からコウノトリ管理団体の指定を受ける兵庫県が整備した施設である。職員の一部は兵庫県立大学自然・環境科学研究所田園生態系の研究員も兼務している。
また、郷公園周辺に広がる水田では「コウノトリ育む農法」として無農薬・減農薬栽培への転換に取り組むなど、地域と連携しコウノトリとの共生可能な地域づくりに取り組んでいる。

## 施設
豊岡市立コウノトリ文化館コウノピア（併設）
郷公園と連携して、飼育コウノトリの観察や散策、野鳥や自然環境と人間の共生にまつわる展示機能などを備えるとともに、一般来場者向け休憩所、および地域で活躍するボランティアの拠点としても機能している。ひょうごっ子ココロンカード対象施設。
豊岡市立地域交流センター「コウノトリ本舗」
さまざまなコウノトリグッズを販売
コウノトリ自然馴化ゾーン（非公開）
- コウノトリ野生化ゾーン
- 野生化研究センターゾーン

コウノトリを飼育し、繁殖させ、野生に帰すための訓練をし、またそのための研究をする施設が設けられた地区。
自然ゾーン（非公開）
再野生化したコウノトリの生活・繁殖の場に相応しい環境となるよう里山的環境を保全している地区。
自然観察・学習ゾーン（公開）
- 公開ケージ
- ピクニック園地
- 自然観察ゾーン
- 里山保全ゾーン
- 豊岡市立コウノトリ文化館

コウノトリと地域のかかわり、人と自然環境の共生の必要性を気軽に解りやすく学べるように設けられた施設や一般来場者向け散策路などが整備されており、文化館の休憩所からは当公園で繁殖されたコウノトリの一部が飼育されている公開ケージを観察できる。
コウノトリ保護増殖センター（非公開）
豊岡市野上にある飼育施設。
当公園に先立ち1965年（昭和40年）に「コウノトリ飼育場」として開設され、1992年（平成3年）に現名称に改称、1999年（平成11年）に当公園の附属飼育施設となった。
兵庫県立大学豊岡ジオ・コウノトリキャンパス（併設）
2014年に兵庫県立大学の大学院地域資源マネジメント研究科および自然・環境科学研究所（地域資源マネジメント系）を設置。但馬地域を主なフィールドに全国でも貴重な地域資源（コウノトリ・ジオパーク等）を生かした教育・研究を進めている。

## 利用情報
- 開園時間：9時から17時
- 休園日：月曜日（休日の場合はその翌日）、12月28日から翌年1月4日
- 入園料：無料
- 駐車場：無料

## 公共交通
JR西日本山陰本線・京都丹後鉄道豊岡駅から
全但バス「コウノトリの郷公園」「法花寺」行きに乗車し「コウノトリの郷公園」下車（時刻案内の「豊岡〜栄町・法花寺線」を参照）。
また「下の宮」行きの一部が経由する。
京都丹後鉄道コウノトリの郷駅から
徒歩約 30分。
コウノトリ但馬空港から
全但バス豊岡駅方面行きに乗車し、豊岡駅経由。

## 関連人物
- 歴代園長 -  増井光子（初代兼任、1999年-）・山岸哲（2010年-）
- 池田啓